# 扩缘间海参
扩缘间海参（学名：Mesothuria marginata）为辛那参科间海参属的动物。分布于印度尼西亚，包括东海等海域，多生活于水深365-924米的泥底。该物种的模式产地在印度尼西亚。